# En flames (pel·lícula)
En flames (títol original en anglès, On Fire) és una pel·lícula estatunidenca del 2023 dirigida per Nick Lyon i Peter Facinelli. És protagonitzada per Peter Facinelli, Fiona Dourif, Asher Angel i Lance Henriksen. S'ha doblat al valencià per a À Punt.
El film se situa al nord de Califòrnia, on una família viu en un habitatge mòbil al bosc quan esclata un incendi forestal. A mesura que el foc avança, la supervivència es converteix en el seu objectiu principal.
La pel·lícula és dirigida per Nick Lyon, que va coescriure el guió amb Ron Peer. El rodatge va començar l'octubre de 2021 a Austin.